# Albert Besnard
Paul Albert Besnard (Parigi, 2 gennaio 1849 – Parigi, 4 dicembre 1934) è stato un pittore e incisore francese.

## Biografia
Paul Albert Besnard (pron. Benàr), nato a Parigi, fu figlio d'arte; il padre, Louis Adolphe, era pittore e la madre, Louise Pauline Vaillant, era un'apprezzata miniaturista, allieva di Lizinska de Mirbel. Besnard all'inizio studiò disegno e pittura con Jean-François Brémond e a 17 anni entrò nell'École des Beaux-Arts, dove ebbe come maestro Alexandre Cabanel.

Nel 1874 vinse il Prix de Rome con la tela Morte di Timofane, tiranno di Corinto, e durante il suo soggiorno a Villa Medici ebbe occasione di conoscere Franz Liszt e il suo allievo André Worsmer, del quale fece il ritratto nel 1877. Prolungò la sua permanenza in Italia e, nel 1879 sposò la scultrice Charlotte Dubray, figlia dello scultore Gabriel-Vital Dubray, con la quale si trasferì per tre anni in Inghilterra, sino al 1884, esponendo alla Royal Academy of Arts di Londra.
Al Salon di Parigi del 1886 il suo "Ritratto di Madame Roger Jourdain" (oggi al Musée d'Orsay), mise in evidenza quei caratteri che sarebbero divenuti il suo vero stile, basato su un uso personalissimo di luci ed ombre, influenzato dall'impressionismo e dalla tecnica di Carolus-Duran.

Nel 1887 presentò la "Donna davanti al caminetto". Nel 1909 espose anche alla Biennale di Venezia.
Eseguì numerosi ritratti, fra i quali:
- Sua moglie e i suoi figli (Une famille, 1890). Oggi al Museo d'Orsay.
- La principessa Matilde, Matilde Bonaparte
- L'attrice, Gabrielle Réjane
- Madame Georges Duruy
- Madame Lerolle, moglie di Henri Lerolle
- Madame Cognacq
- Marie-Louise Jaÿ
- Gabriele D'Annunzio
- Il cardinale Mercier
- Jean-Louis Vaudoyer
- Denis Cochin
- Frantz Jourdain, che fu il suo primo biografo.

E altri ancora.
Contribuì inoltre alla decorazione di molti monumenti parigini:
- Il soffitto del salone delle Scienze al Municipio di Parigi
- Il vestibolo della "Scuola di Farmacia di Parigi"
- L'anfiteatro di chimica della Sorbona
- Il soffitto della Comédie-Française
- La cupola del Petit Palais
- La sala dei matrimoni del Municipio del I Arrondissement

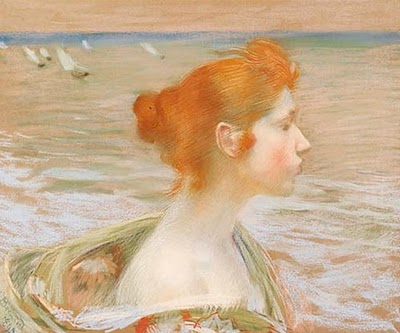
Capelli rossi

Partecipò anche alla decorazione di edifici privati, come l'Hotel Rouché, assieme a Maurice Denis e Georges Desvallières, e realizzò decorazioni all'estero. Nel 1908, infatti, dipinse l'"Unione dell'Austria-Ungheria e della Francia" all'ambasciata di Francia a Vienna e, nel 1914, realizzò  "La Pace attraverso l'arbitraggio" per la Sala di giustizia del Palazzo della Pace a l'Aia.
I suoi lavori d'incisione ammontano a più di duecento acqueforti, di cui alcune, sotto forma di serie, sono rimaste celebri: "La donna", "Elle", "L'affare Clemenceau", "L'isola felice", "Le piccole voluttà", etc..
Nel 1910, assieme a sua moglie e ai figli, Besnard fece un viaggio di nove mesi in India. Visitò, fra le altre mete, Ceylon, l'India meridionale, Pondichéry, Rajastan e Bombay. Ritornò carico di disegni, schizzi, appunti e bozzetti e raccontò poi tale esperienza in un libro: "L'uomo in rosa".

Nel 1912 divenne membro dell'Accademia di Belle arti di Parigi.

Nel 1913 venne nominato Direttore dell'Accademia di Francia a Roma, come successore di Carolus-Duran. Tornato in patria, nel 1922 gli fu offerta la Direzione dell'École des Beaux-Arts di Parigi, dove era stato un tempo allievo.

Infine, il 27 novembre del 1924 fu eletto membro dell'Académie française, divenendo così il primo pittore che veniva a far parte della prestigiosa istituzione dal lontano 1760. Fu maestro del pittore polacco Eugeniusz Zak.
Paul Albert Besnard morì a Parigi nel 1934, all'età di 85 anni. Dopo i funerali di Stato, celebrati nella chiesa di Saint-Ferdinand des Ternes, fu sepolto nel cimitero di Montparnasse.

## I figli

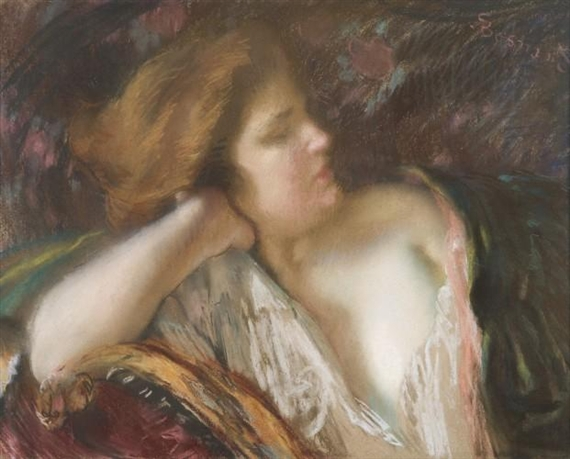
Pensierosa

Albert Besnard fu il capostipite di una famiglia di artisti. I suoi cinque figli, infatti, intrapresero tutti la carriera dell'arte:
- Louis Besnard - (1873-1962), pittore. (Nato prima del matrimonio da una relazione con Ernestine Aubourg)
- Robert Besnard - (1881-1914), pittore. (Morì in guerra a Chauny)
- Germaine Besnard - (1884-1975), scultrice. (Sposò il pittore Joseph-Marius Avy)
- Philippe Besnard - (1885-1971), scultore.
- Jean Besnard - (1889-1958), ceramista d'arte.

## Onorificenze
1874 – Prix de Rome per la pittura

## Riconoscimenti e omaggi
- Un giardino pubblico gli è stato dedicato nella piazza Maréchal Juin (Parigi 17, già piazza Péreire). Vi si trova il suo busto eseguito dal figlio Philippe.
- John Sargent nel 1885 lo ha rappresentato in mezzo alla sua famiglia nel quadro intitolato Festa familiare[3].
- Edmond Aman-Jean ha realizzato il suo ritratto verso il 1896.
- André-Charles Coppier ha inciso un suo ritratto (acquaforte).
- L'incisore André Jacques ha eseguito anche lui un suo ritratto all'acquaforte.
- René-Xavier Prinet ha rappresentato la sua introduzione all'Istituto nel 1912.
- Maurice Denis l'ha ritratto sul letto di morte.

## Opere scritte. Selezione
- "Annecy", Parigi, Émile Paul, 1930.
- "Georges de La Tour" (con Georges Wildenstein), - Edizioni di studi e documenti sulle Belle arti, Parigi. 1928.
- "Sotto il cielo di Roma. Ricordi", - Les Éditions de France, Parigi. 1925.
- "L'uomo in rosa – L'India color sangue", - Ediz. Eugène Fasquelle, Parigi. 1913.

## Galleria d'immagini

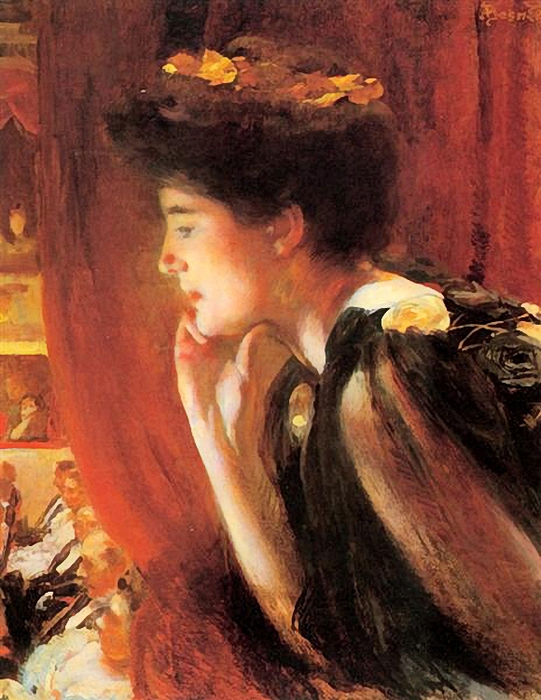
All'Opera
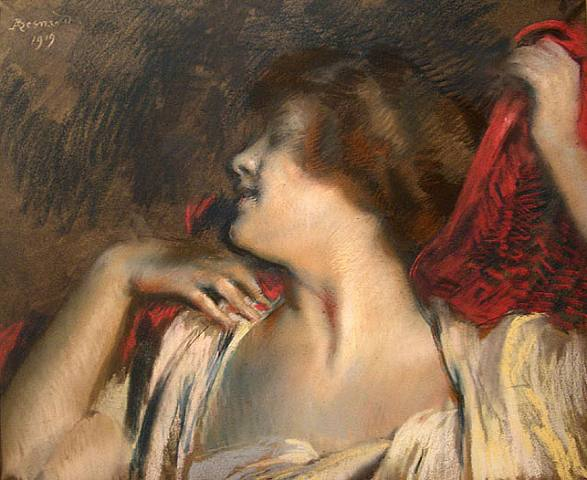
La giovane dai capelli rossi
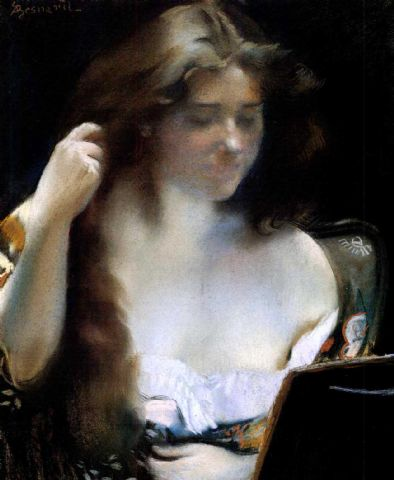
Ragazza alla toletta
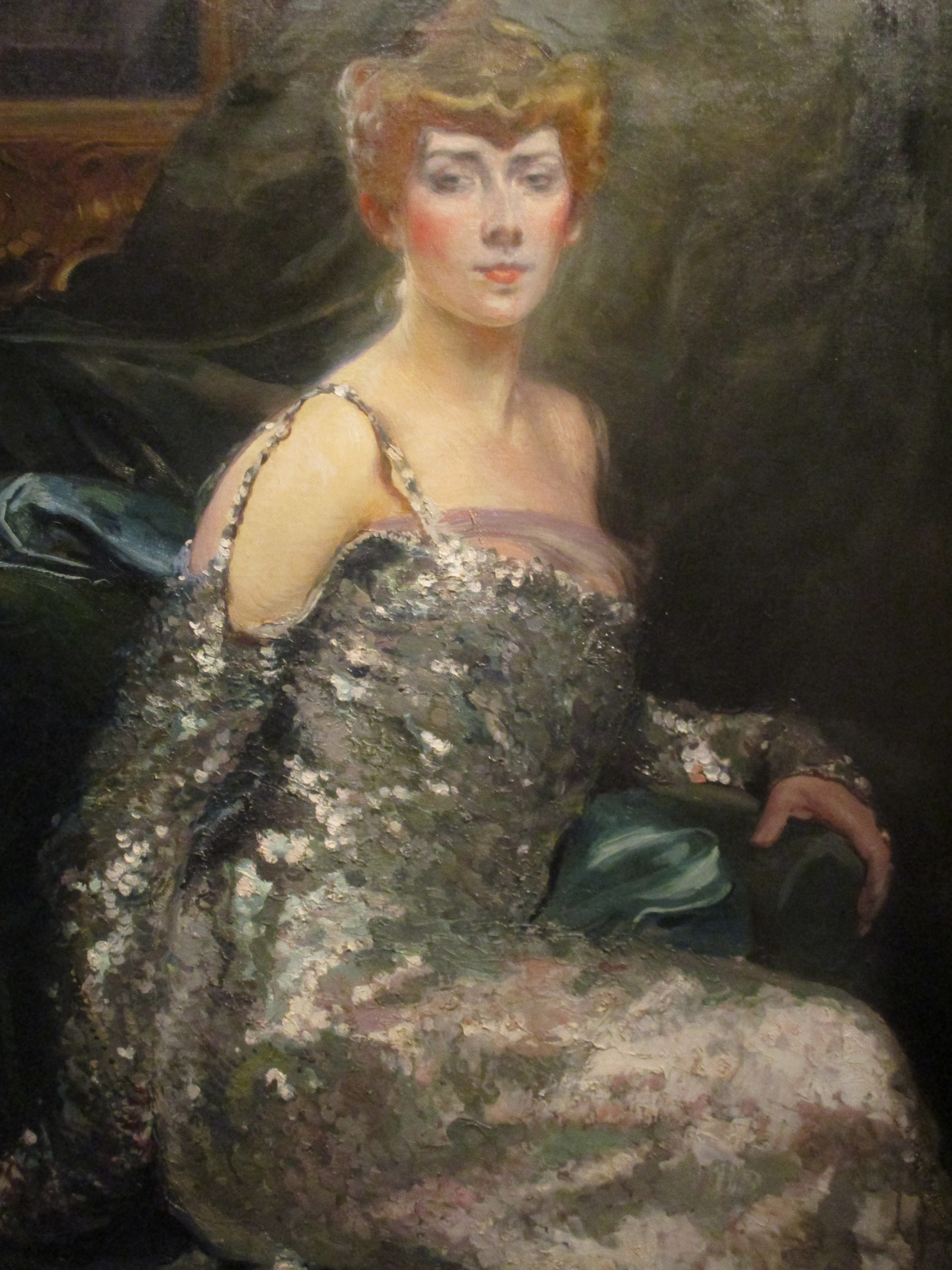
La contessa Pillet-Will
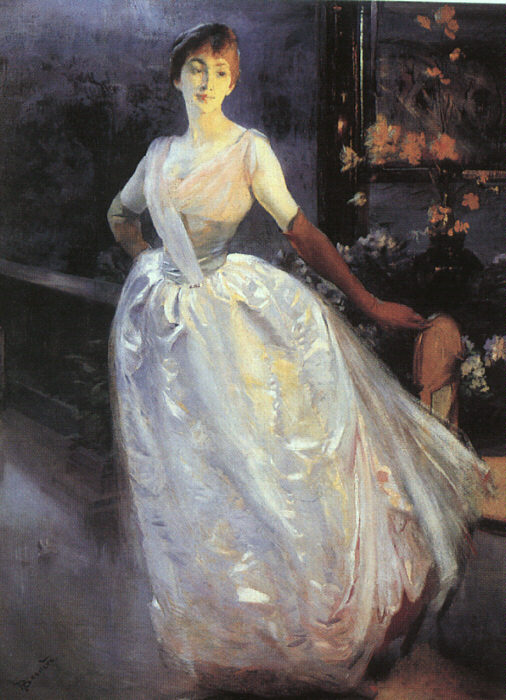
Henriette Jourdain
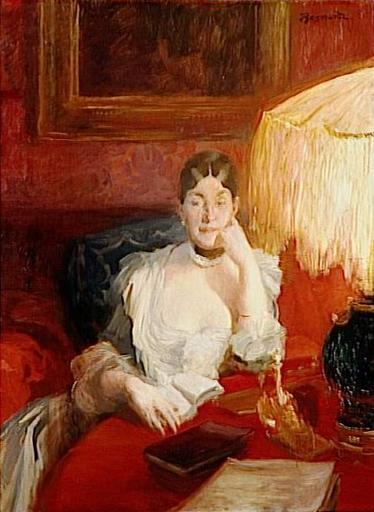
La principessa Matilde Bonaparte
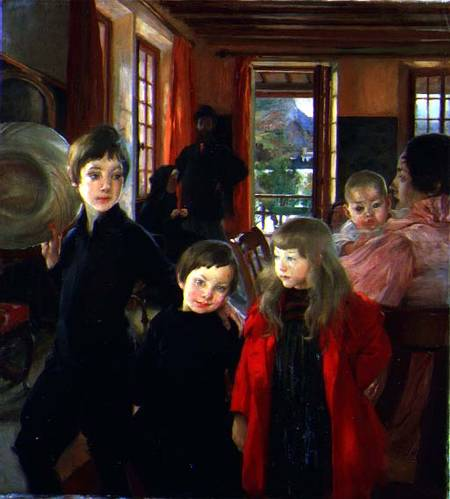
La famiglia dell'artista
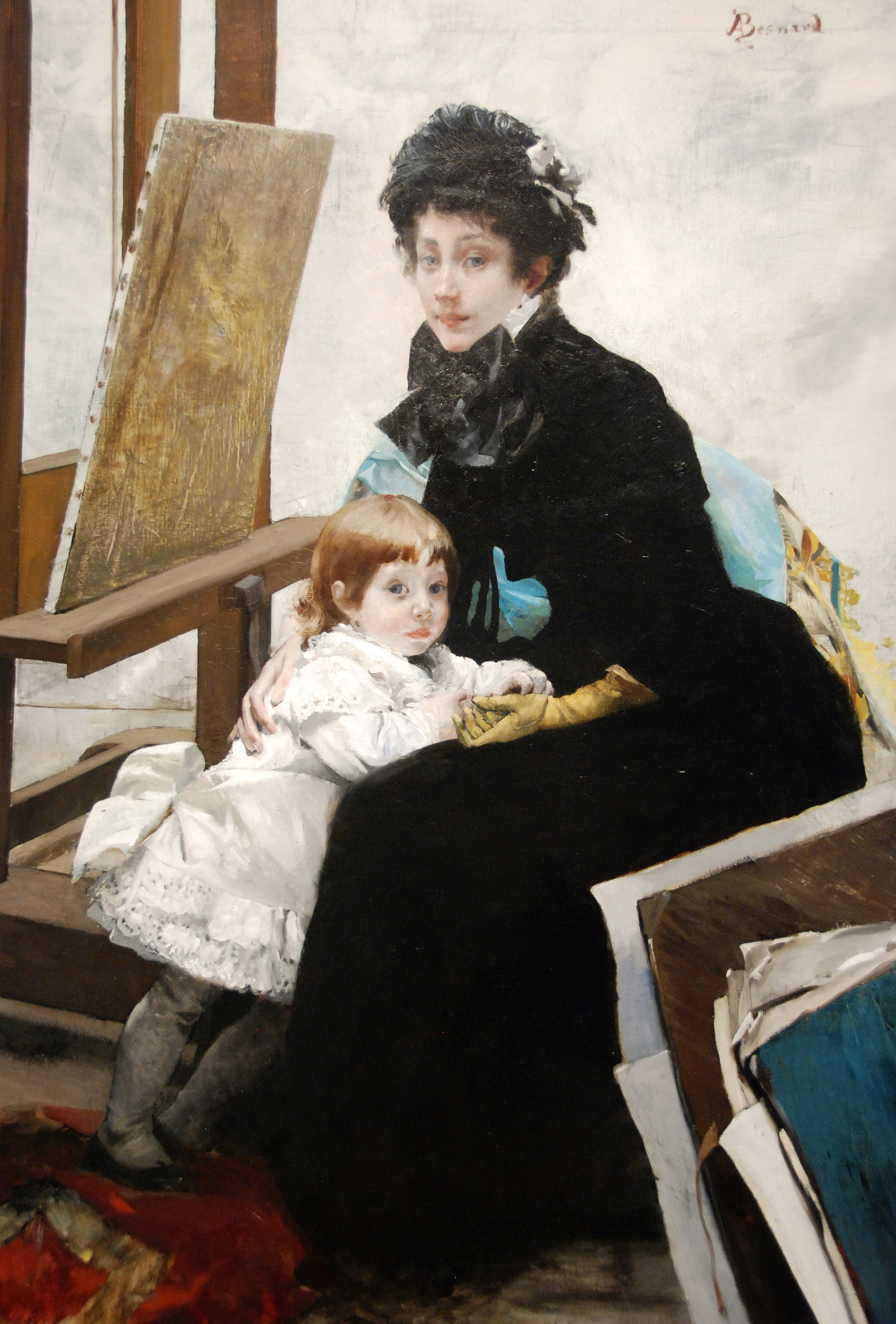
Madeleine Lerolle e sua figlia Yvonne
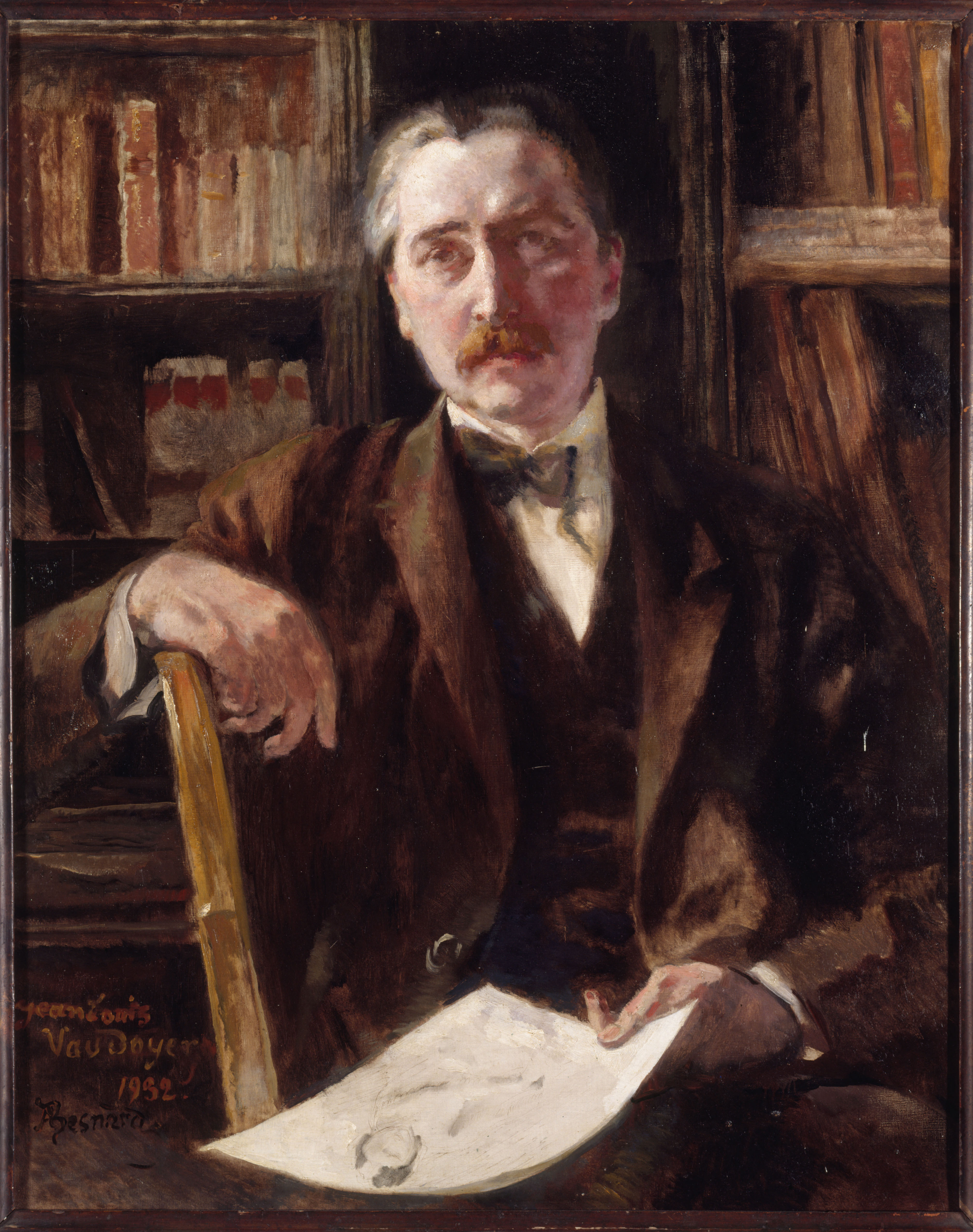
Jean Louis Vaudoyer

## Bibliografia

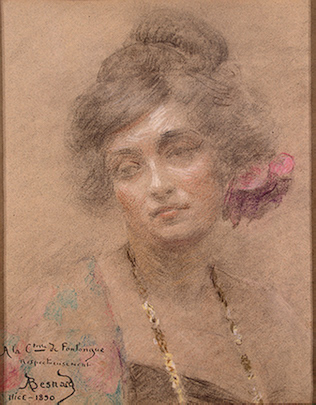
Ritratto di donna

## Collegamenti esterni

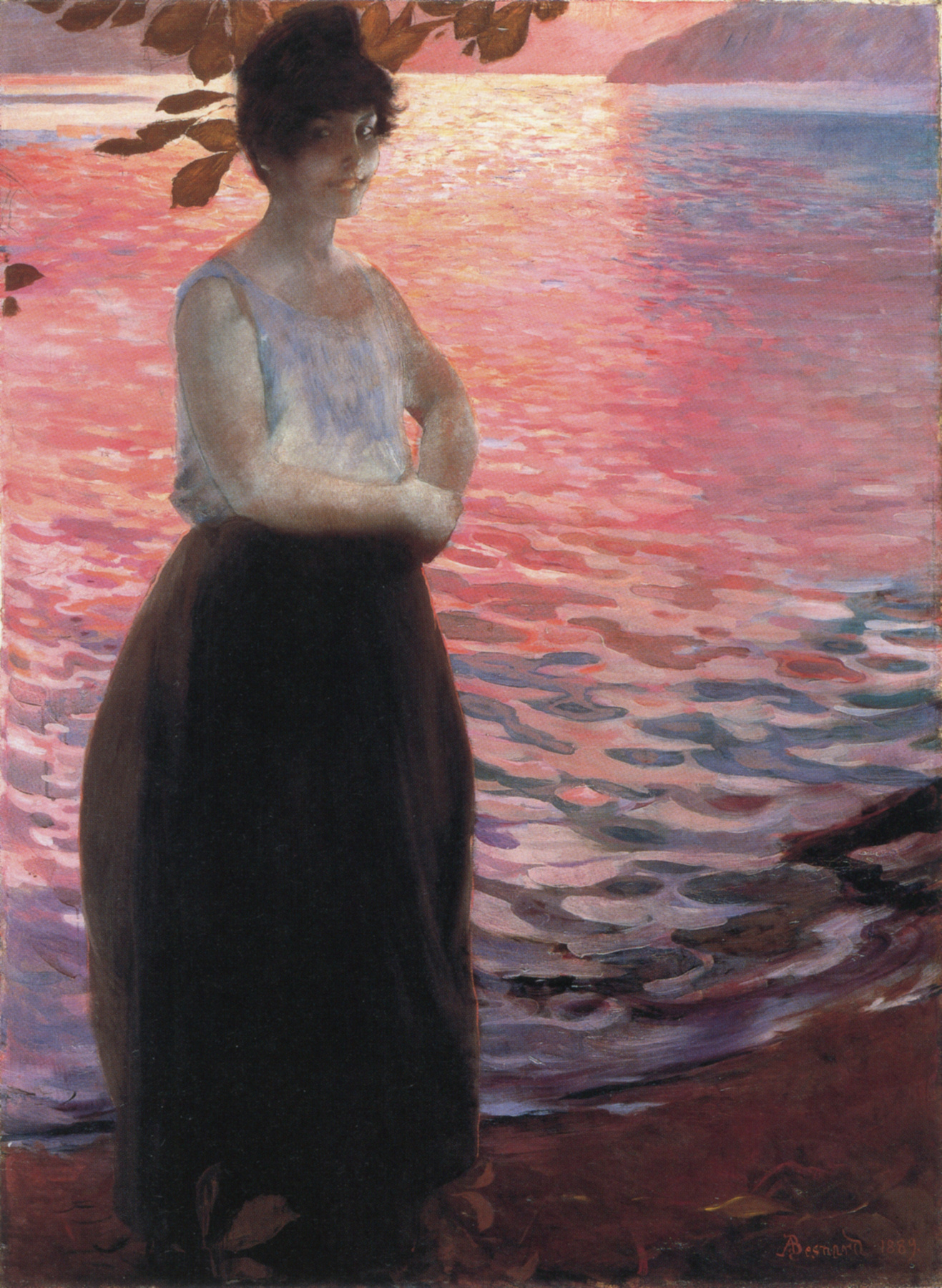
La sirena